# Alain René Lesage
Alain René Lesage vagy Le Sage [ejtsd: löszázs] (Sarzeau, 1668. május 8. – Boulogne-sur-Mer, 1747. november 17.) francia novellista, drámaíró.

## Életpályája
Tizennégy éves korában árva lett. 25 évesen Párizsba ment, ahol filozófiát és jogot tanult, aztán ügyvéd lett. Az irodalomhoz való hajlama azonban néhány év múlva elvonta az ügyvédkedéstől. 1694 augusztusában feleségül vette Marie Elizabeth Huyard-t. Megbarátkozott Jules-Paul de Lionne abbéval, aki Lesage-t megismertette a spanyol nyelvvel és irodalommal és később 600 livre-nyi évjáradékot adott neki. Lesage eleinte színdarabokat írt, amelyeket az országos vásárok alkalmával adtak elő. Drámái 1707-ig nem keltettek feltűnést, így jövedelemforrást sem jelentettek számára. Nagy tetszést különösen két vígjátéka: a Crispin, rival de son maître (Crispin, mestere riválisa, 1707) és a Turcaret (1709) aratott. Nagy hírre azonban Le Sage csak akkor jutott igazán, amikor spanyol minták után készült vígregényeit adta ki. Ilyen pikareszk regényei: a Le diable boiteux (Párizs, 1707 és számos ízben; magyarul: A sánta ördög, Pest, 1803, 1875; az Olcsó Könyvtárban is megvan, ford. Varga Bálint, jeles bevezetéssel, 1883), amelynek témáját egy spanyol író, Luis Vélez de Guevara El diablo cojuelo című regényéből vette és a híres Gil Blas de santillane (Párizs, 1715–35, 4 kötet, és azóta többször; a legjobb kiadás Janiné, Párizs, 1862 és 1873, 2 kötet, magyarra fordította Benedek Lajos, Kolozsvár, 1874, 4 kötet), amelyben az egész társadalmi élet képe van sok humorral és reális hűséggel megrajzolva. Az nem áll, hogy Le Sage e munkát spanyolból fordította volna, mégha írása közben spanyol mintákat tartott is szem előtt. Histoire de Guzman d'Alfarache cím alatt (2 kötet, Párizs, 1732 és 1764) Mateo Alemán ilyen című spanyol híres komikus regényének átdolgozását adta ki. Említésre méltók: Histoire d'Estevanille Gonzalés (2 kötet, 1734) és Le bacheiler de Salamanque (2 kötet, Párizs, 1736) című regényei is. Vaudeville-jei, vígoperái, bohózatai, közjátékai stb. Théâtre de la foire (10 kötet, Párizs, 1721–37) cím alatt jelentek meg. Összes műveit 1828-ban adták ki (Párizs, 12 kötet).

## Stílusa
Nem annyira a téma, mint inkább cinikus, metszően gúnyos hangvétele hatott eredetien a kor francia drámairodalmában. Turcaret című, ötfelvonásos komédiája mindmáig időszerű, Le Sage alapvetően mégis inkább egyfelvonásos-szerző volt. Spanyol környezetben játszódó történeteiben saját kora és társadalma keresztmetszetét rajzolja meg, annak zavaros pénzügyeit, a lelketlen adóbeszedők, uzsorások uralmát leplezi le gúnyosan.

## Magyarul
- A' sánta ördög. Elme futtató könyv; előszó, ford. Schedius Lajos; Eggenberger, Pest, 1803
- Gil Blas de Santillane, 1-4.; ford. Benedek Lajos; Stein, Kolozsvár, 1875
- A sánta ördög; ford. Varga Bálint; Franklin, Budapest, 1883 (Olcsó könyvtár)
- Gil Blas de Santillane története, 1-2.; ford. Kosáry János; Athenaeum, Bp., 1924 (Híres könyvek)
- A sánta ördög; ford. Goda Géza; Franklin, Bp., 1928 (Mindnyájunk könyvtára)
- Gil Blas élete és kalandjai; a magyar ifjúságnak elmondja Komor András; Franklin, Bp., 1931
- A sánta ördög; Hajdu, Budapest, 1943 (Érdekes regények)
- A sánta ördög; ford. Badics László, bev. Murányi-Kovács Endre; Új Magyar Kiadó, Bp., 1956
- Gil Blas de Santillana históriája; ford., jegyz. Kolozsvári Grandpierre Emil; Magyar Helikon–Európa, Bp., 1966
- Crispin mint vetélytárs / Crispin mint ezredes; in: Színház kecskelábakon. Francia vásári bohózatok; ford. Végh György, rendezői tanácsok Dániel Ferenc, Ardó Mária; NPI, Bp., 1976 (Színjátszók kiskönyvtára)